# Caenis arwini
Caenis arwini är en dagsländeart som beskrevs av Mccafferty och Davis 2001. Caenis arwini ingår i släktet Caenis och familjen slamdagsländor. Inga underarter finns listade i Catalogue of Life.